# Debenham
Debenham – wieś w Anglii, w hrabstwie Suffolk, w dystrykcie Mid Suffolk. Leży 19 km na północ od miasta Ipswich i 121 km na północny wschód od Londynu. Miejscowość liczy 2040 mieszkańców.